# جينيا غريبنيكوف
جينيا غريبنيكوف (مواليد 13 أغسطس 1990) هو لاعب كرة طائرة فرنسي من أصل روسي يلعب لصالح منتخب فرنسا ونادي زينيت سانت بطرسبرغ.